# Bibbi Bokkens magische Bibliothek
Bibbi Bokkens magische Bibliothek (Originaltitel: Bibbi Bokkens magiske bibliotek) ist ein Roman der norwegischen Autoren Jostein Gaarder und Klaus Hagerup aus dem Jahr 1993. Die deutsche Übersetzung von Gabriele Haefs erschien 2001. Der Roman besteht aus zwei Teilen, die beide von zwei Kindern als fiktiven Autoren verfasst sind. Der erste Teil ist als Briefroman geschrieben, in dem sich die Kinder gegenseitig ihre Erlebnisse und Gedanken mitteilen, im zweiten Teil erzählen die Kinder dem Leser die Ereignisse, die sie anschließend gemeinsam erlebt haben.

## Inhalt

### Teil 1: Das Briefbuch
Nach einer gemeinsamen Ferienzeit beschließen die Kinder Berit, die in Fjærland wohnt, und ihr Vetter Nils, der in Oslo wohnt, weiterhin in Kontakt zu bleiben, indem sie ihre Erlebnisse in ein Buch schreiben und dieses jeweils hin und her schicken. Dieses Buch bildet den ersten Teil.
Gleich zu Beginn taucht die Bibliographin Bibbi Bokken auf, die einen Teil des Kaufpreises für das Buch spendet. Danach liest Berit heimlich einen an Bibbi Bokken gerichteten Brief, in dem die Schreiberin behauptet, sie hätte in einem Antiquariat in Rom, ein Buch gesehen, das erst im nächsten Jahr in Oslo erschienen ist, und das im Titel die Worte „magische Bibliothek“ trägt. Die Kinder versuchen nun, das Geheimnis dieses Buches und der Bibliothek zu lüften. Dabei werden sie von einem Mann verfolgt, den sie Smiley nennen. So trifft Nils ihn gerade, als er auf einer Urlaubsreise das im Brief erwähnte Antiquariat in Rom aufsucht. Die Kinder befürchten, das Ziel einer gegen sie gerichteten Verschwörung zu sein, an der Bibbi Bokken, Smiley und andere beteiligt sind. Nach verschiedenen vergeblichen Versuchen gelingt es Smiley, das Briefbuch zu stehlen, und er schreibt eine Notiz hinein, mit der das Briefbuch endet.

### Teil 2: Die Bibliothek
In diesem Teil erzählen die Kinder den Lesern abwechselnd, was sie danach erlebt haben. Im weiteren Verlauf gelingt es ihnen, das Briefbuch wieder in die Hände zu bekommen und das Geheimnis der magischen Bibliothek zu lüften. Sie erfahren von Bibbi Bokken, dass sich ein Verlag für das Briefbuch interessiert und es im nächsten Jahr veröffentlichen will. Doch immer noch ist Smiley hinter dem Buch her und es gelingt Berit nur mit einem Trick, seine Ziele zu vereiteln. Am Ende hilft Bibbi Bokken den Kindern als Lektorin, das Briefbuch in einen druckreifen Zustand zu bringen.

## Sonstiges
Im Zuge ihrer Abenteuer erfahren die Kinder etwas über Bücher und das Bibliothekswesen in Norwegen. Sie lernen z. B. was eine Inkunabel und was die Dezimalklassifikation von Dewey ist. Sie erfahren, dass sich ein großes Nationalarchiv in Mo i Rana befindet und dass das erste in Norwegen gedruckte Buch im Jahr 1643 erschienen ist, wofür im Jahre 1993 die 350-Jahr-Feier geplant ist. Weiter enthält das Briefbuch Bezüge zu anderen Werken, beispielsweise zum Tagebuch der Anne Frank, aus dem Berit einige Zeilen zitiert, und zu Pu der Bär.

## Werkausgaben
- Jostein Gaarder, Klaus Hagerup: Bibbi Bokkens magische Bibliothek. Carl Hanser Verlag, München, Wien 2001, ISBN 3-446-20039-8 (norwegisch: Bibbi Bokkens magiske bibliotek. Übersetzt von Gabriele Haefs).